# Maciej Biega
Maciej Biega (ur. 7 lutego 1989) – polski łyżwiarz szybki, olimpijczyk. Zawodnik SKŁ Górnik Sanok.
W 2005 ukończył Gimnazjum nr 2 im. Królowej Zofii w Sanoku.
Zdobył wicemistrzostwo Polski w 2010. Startował na Igrzyskach w Vancouver, gdzie był formalnie jedynym przedstawicielem województwa podkarpackiego. W biegu na 500 metrów zajął 38. miejsce.
W 2010 otrzymał Nagrodę Miasta Sanoka za rok 2009 w dziedzinie działalności sportowej.

## Osiągnięcia
Medale mistrzostw Polski
- Mistrzostwa Polski w Łyżwiarstwie Szybkim na Dystansach 2007:
  - srebrny medal w biegu drużynowym
- Mistrzostwa Polski w Łyżwiarstwie Szybkim na Dystansach 2008:
  - srebrny medal w biegu drużynowym
- Mistrzostwa Polski w Łyżwiarstwie Szybkim na Dystansach 2009:
  - srebrny medal w biegu drużynowym
- Mistrzostwa Polski w Łyżwiarstwie Szybkim na Dystansach 2010:
  - srebrny medal w biegu na 500 m
- Mistrzostwa Polski w Łyżwiarstwie Szybkim na Dystansach 2010:
  - brązowy medal w biegu na 500 m
- Mistrzostwa Polski w Łyżwiarstwie Szybkim w Wieloboju Sprinterskim 2011:
  - srebrny medal indywidualnie
  - srebrny medal w biegu drużynowym
- Mistrzostwa Polski w Łyżwiarstwie Szybkim w Wieloboju Sprinterskim 2012:
  - srebrny medal indywidualnie
- Mistrzostwa Polski w Łyżwiarstwie Szybkim w Wieloboju Sprinterskim 2013:
  - srebrny medal indywidualnie
  - srebrny medal w biegu drużynowym
- Mistrzostwa Polski w Łyżwiarstwie Szybkim w Wieloboju Sprinterskim 2015:
  - złoty medal w biegu drużynowym
- Mistrzostwa Polski w Łyżwiarstwie Szybkim na Dystansach 2012:
  - srebrny medal w biegu drużynowym
- Mistrzostwa Polski w Łyżwiarstwie Szybkim na Dystansach 2013:
  - brązowy medal w biegu na 500 m
- Mistrzostwa Polski w Łyżwiarstwie Szybkim na Dystansach 2014:
  - srebrny medal w biegu drużynowym
  - brązowy medal w biegu na 500 m

Starty międzynarodowe
- Puchar Świata w łyżwiarstwie szybkim 2009/2010 - klasyfikacje
- Polska na Zimowych Igrzyskach Olimpijskich 2010:
  - Łyżwiarstwo szybkie na Zimowych Igrzyskach Olimpijskich 2010:
    - Łyżwiarstwo szybkie na Zimowych Igrzyskach Olimpijskich 2010 - bieg na 500 m mężczyzn
- Mistrzostwa Świata w Łyżwiarstwie Szybkim w Wieloboju Sprinterskim 2010
- Mistrzostwa Świata w Łyżwiarstwie Szybkim w Wieloboju Sprinterskim 2010
- Puchar Świata w łyżwiarstwie szybkim 2013/2014